# Velo Žaplo
Velo Žaplo je prolaz u Jadranskom moru.
Prolaz se nalazi između otoka Tun Veli i Tun Mali. Širina prolaza je oko 380 m. Dubina u prolazu je 48 m. Velo Žaplo ima dovoljnu dubinu te omogućuje prolaz najvećim brodovima do Zadarskog kanala i Zadra. Morska struja u prolazu je promjenjivog smjera i dostiže brzinu od 2,5 čv.